# Янчук Микола Андрійович
Мико́ла Андрі́йович Янчу́к криптонім — Н. Я., рос. Янчук Николай Андреевич (17 (29) листопада 1859, с. Корниця Люблінська губернія, — 6 грудня 1921, Москва) — славіст, мовознавець, фольклорист, етнограф, педагог, письменник і драматург. Народився в с. Корниця Більського повіту (тепер Польща).

## Біографія
Народився у с. Корниця Люблінської губернії (нині с. Стара Корниця Мазовецького воєводства, Польща). Вчився в Більській гімназії. Працював хатнім вчителем родини Гарднера, разом із якою в 1879 році переїхав до Москви. Закінчив історико філологічний факультет Московського університету (1885) зі ступенем кандидат. Вчився в університеті М.Тіхонравова.
З 1889 — кандидат помічника бібліотекаря Румянцевського музею, с 1892 — помічник бібліотекаря. З 1 травня 1892 — засновник і хранитель Дашківського етнографічного музею і Відделення іншоземної етнографії. В 1890-х роках жив в Москві за адресою Богословський перевулок, № 19. Працював в Румянцевському музеї до 1921.

## Наукова діяльність
Член Етнографічного товариства (1887), Московського археологічного товариства (1888), Товариства історії і давностей російських при Московському університеті (1888), Товариства любителів російської словесності (1896). З 1889 року секретар етнографічного відділення Товариства любителів природознавства, антропології і етнографії. При тому ж Товаристві в 1901 році організував і очолив музично-етнографічну комісію, керував нею до 1920 року.
Редактор часопису «Этнографическое обозрение» (1889 — 1916). Професор української і білоруської літератур у Московському університеті (1919—1921). Професор кафедри білоруської літератури і етнографії Білоруського державного університету (1921). В 1918 році був одним з організаторів Білоруського науково-культурного товариства і Білоруського народного університету в Москві.
Янчук — дослідник української, білоруської, польської і російської народної музики. В Російському етнографічному музеї зберігається 18 придбаних ним прикладів естонської і латиської традиційної культури.
Під керівництвом Янчука укладено «Програму для збирання етнографічних відомостей» (1889), за якою зібрано цінний україномовний матеріал. Записав і видав зразки української живої народної мови Підляшшя (весільні обряди, народні пісні, вертеп).
Праці (рос.мова):
- «Малоруське весілля в Корницькій парафії Константинівського повіту Сідлецької губернії»,
- «До історії й характеристики жіночих типів у героїчному епосі» та ін.

## Літературна і музична діяльність
Член товариства драматичних письменників і композиторів (1887). В 1906 році був одним з засновників Народної консерваторії (Москва).
Автор п'єс «Пилип Музика» (1887), «Не поможуть чари…» (1891), «Вихованець» (1899), «Чи заробиш, чи проробиш», «Відьма», «На чужині», «Святий вечір». Написав збірку поезій «Кримські вірші».

## Нагороди
Святого Станислава III ступеня, Святої Анни III і II ступенів, Святого Володимира IV ступеня, пам'ятні медалі.